# Darbepoetina alfa
A darbepoetina alfa é uma forma sintética da eritropoetina. Ela estimula a eritropoiese (aumenta os níveis de células vermelhas do sangue) e é usada para tratar anemia, geralmente associada com insuficiência renal crônica e quimioterapia de câncer.